# Doleschall Alfréd
Doleschall Alfréd (Besztercebánya, 1864. július 24. – Budapest, 1931. február 21.) jogász, egyetemi tanár, Karl August Raabe (1804–1878) evangélikus lelkész unokája, Doleschall Lajos (1827–1859) orvos, entomológus unokaöccse.

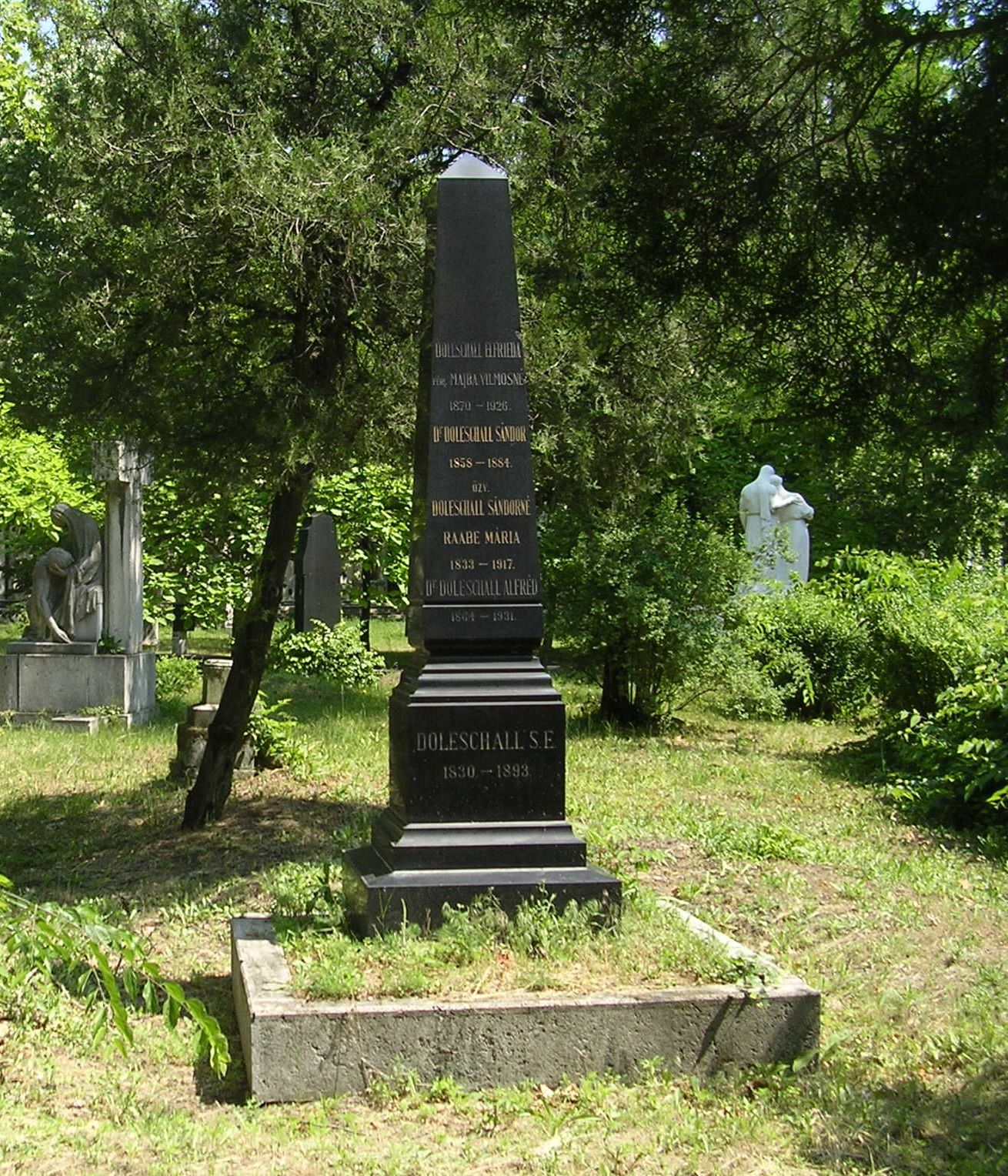
Sírja a Fiumei úti sírkertben

## Életrajza
Doleschall Sándor Eduard (1830–1893) evangélikus főesperes, levéltárnok és Raabe Mária (1834–1917) fiaként született. Középiskolai tanulmányait a Budapesti Evangélikus Főgimnáziumban (1874–1882) végezte, majd a Budapesti Tudományegyetem Jogtudományi Karának (1882–1886) hallgatója volt. Oklevelének megszerzése után állami ösztöndíjjal hosszabb időt Németországban töltött tanulmányúton. 1887-től igazságügyi szolgálatba lépett, s a Budapesti Királyi Törvényszékhez került. 1887 és 1888 között a Pestvidéki Törvényszéken, 1888–90-ben a Budapesti Ítélőtáblánál működött, 1890–91-ben a Kúria joggyakornoka lett. 1891-ben szolgálattételre berendelték az Igazságügyi Minisztériumba, ahol 1891–1894 között törvényszéki jegyző, 1894–1901 között a Pestvidéki Törvényszék albírája volt. 1901-ben törvényszéki bírói kinevezést, 1907-ben ítélőtáblai bírói címet és jelleget kapott. 1901-ben a Budapesti Tudományegyetemen a magyar büntetőjog és bűnvádi eljárásból egyetemi magántanárrá habilitálták. 1906-ban rendkívüli tanári, 1907-ben nyilvános rendes tanári címet nyert. Többször is a Budapesti Tudományegyetem, illetve Pázmány Péter Tudományegyetem Jog- és Államtudományi Karának dékánja volt. 1929-ben megválasztották az egyetem rektorának, mely tisztséget egy évig töltötte be.

## Családja
Felesége Uhlmann Hedvig Mária (1876–1956) volt, akivel 1896. augusztus 22-én Lipcsében kötött házasságot.
Gyermekei:
- Doleschall Frigyes Sándor (1897–1964) orvos, egyetemi tanár
- Doleschall Hedvig Mária (1898–?)
- Doleschall Sarolta Erzsébet (1907–?)

## Munkássága
Mint büntetőjogász a Karl Binding-féle normatív irányzat híve volt. 1920–1928 között helyettesként előadta a nemzetközi jogot is. Munkáiban főként részletkérdéseket dolgozott fel.

## Főbb munkái
- A házasságon kívül született gyermekek jogi állása : tanulmány az összehasonlító jogtudomány szempontjából (Budapest, 1891)
- Rövid tartalmú szabadságvesztés (Budapest, 1891)
- A bűnvádi perrendtartás... (Budapest 1900) Online
- Honosság a büntetőjogban (Budapest, 1901)
- Jogi közeledés a büntetőjogban (Budapest, 1917)
- Nemzetközi büntetőbíráskodás (Budapest, 1930)